# دارم از دستت می‌دهم
دارم از دستت می‌دهم (به انگلیسی: I'm Losing You) یک فیلم درام آمریکایی محصول سال ۱۹۹۸ به کارگردانی بروس واگنر است که اقتباسی از رمانی به همین نام نوشتهٔ بروس واگنر در سال ۱۹۹۶ است. در این فیلم بازیگرانی همچون رزانا آرکت، فرانک لانگلا، اندرو مک‌کارتی و الیزابت پرکینز ایفای نقش کرده‌اند. فیلم دارم از دستت می‌دهم برای اولین بار در ۱۷ سپتامبر ۱۹۹۸ در جشنواره بین‌المللی فیلم تورنتو به نمایش درآمد و در ۱۶ ژوئیهٔ ۱۹۹۹ به صورت محدود در سینماهای ایالات متحده اکران شد.

## داستان
این فیلم بر خانواده ثروتمند و ناکارآمد کرون در لس آنجلس تمرکز دارد. پری کرون، پدر خانواده و تهیه‌کننده تلویزیون، در آستانه شصتمین سالگرد تولدش، به سرطان لاعلاج مبتلا می‌شود و به او گفته می‌شود که تنها چند ماه دیگر زنده است. او در گفتن این خبر به فرزندان سی و چند ساله‌اش، برتی که قبلاً بازیگر بوده و دخترخوانده‌اش، ریچل، تعلل می‌کند.
برتی، که طرحی برای فروش فوری بیمهٔ عمر به بیماران ایدز ارائه می‌دهد، یک والد مجرد فداکار برای دخترش تیفانی است، اما دائماً نگران رفتار نامنظم لیدیا، همسر سابق معتاد به مواد مخدرش، است. ریچل، که در یک خانه حراج کار می‌کند، به‌عنوان وسیله‌ای برای مقابله با بحران معنویت به یهودیت روی می‌آورد. او همچنین در مورد والدین بیولوژیکی خود به کشفی نگران‌کننده می‌رسد. 
برتی در یک مهمانی با اوبری، فعال اچ‌آی‌وی مثبت، آشنا می‌شود و با او درگیر یک رابطه جنسی بی‌پروا می‌شود. پری همچنین وارد رابطه‌ای عاشقانه می‌شود، رابطه‌ای که به گمان خودش آخرین رابطه‌اش است. او با مونا دیور، بازیگر انگلیسی، در سریال بسیار موفق «ماتریکس آبی» که شبیه به پیشتازان فضا است، ظاهر می‌شود.

## بازیگران
- رزانا آرکت در نقش ریچل کرون
- فرانک لانگلا در نقش پری نیدهام کرون
- اندرو مک‌کارتی در نقش برتی کرون
- الیزابت پرکینز در نقش آبری ویکر
- آریا کرزن در نقش تیفانی خون
- سالومه ینس در نقش دیانتا کرون
- دان مک‌منوس در نقش جیک هوروویتز
- جینا گرشان در نقش لیدیا
- باک هنری در نقش فیلیپ داگروم
- آماندا داناهو در نقش مونا دیور
- نورمن ریدس در نقش توبی
- لیسا ادلستین در نقش بیمار دیانتا
- لرین نیومن در نقش مدیر انتخاب بازیگر
- اد بیگلی. جی آر در نقش زو